# Stephen Harper
Stephen Joseph Harper PC MP (născut la 30 aprilie 1959) este un politician canadian, originar din Alberta. A fost cel de-al douăzeci și doilea  Prim-ministru al Canadei și lider al Partidului Conservator al Canadei.  Harper a devenit prim-ministru după ce partidul său a câștigat o minoritate guvernamentală în alegerile federale canadiene din ianuarie 2006. A fost întâiul prim-ministru din partidul său politic actual și primul din 1993 încoace din oricare partid conservator canadian, după doisprezece ani de guvernare liberală. Harper a fost întâiul prim-ministru canadian născut în a doua jumătate a secolului XX.
Cu o creștere mică a procentului popular de vot, dar și o scădere a numărului absolut de votanți, Harper și partidul Conservator au câștigat alegerile federale din octombrie 2008 cu o reprezentare sporită în parlament, având 143 din totalul de 308 membrii parlamentari în casa deputaților, într-o minoritate guvernamentală întărită.
Harper este deputat în parlament pentru circumscripția electorală Calgary sud-vest, provincia Alberta, din 2002. Înainte, din 1993 pînă în 1997, a fost deputat pentru Calgary vest. El a fost unul dintre membrii fondatori ai Partidului Reformă, dar și-a încheiat primul mandat de parlamentar prin mutarea la, si apoi conducerea Coaliției Naționale a Cetățenilor. În 2002 a preluat de la Stockwell Day conducerea Alianței Canadiene (succesor al Partidului Reformă) și s-a întors în parlament ca lider al opoziției. În 2003 a încheiat un acord cu liderul Partidului Progresist Conservator, Peter MacKay, pentru o uniune a celor două partide pentru a forma Partidul Conservator Canadian. A fost ales primul lider non-interimar al noului partid în martie 2004.